# 할로젠

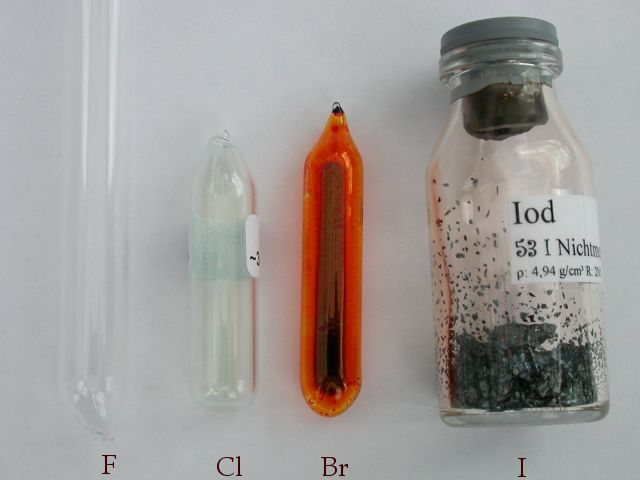

할로젠(영어: halogen) 또는 할로겐(독일어: halogen)은 화학 계열로 주기율표의 17족 원소를 말한다. 이들 원자의 최외각 전자 껍질에는 전자가 7개 존재하기 때문에 다른 원소로부터 전자를 하나 받아 음이온이 되기 쉬워서, 특히 최외각 전자껍질에 전자를 1개 소유하는 1족 원소(수소와 알칼리 금속)와 격렬하게 반응하여 염을 생성한다. 할로젠은 할로젠화 이온을 산화시켜서 얻으며, 할로젠 원소는 대부분 반응성이 큰 원소이어서 금속 염 형태로 존재한다. 또한 비금속성을 나타내며, 이 원소들의 대부분은 독성이 강하므로 기체를 직접 흡입하거나 접촉하지 않도록 주의해야 한다. 이러한 특성을 가진 할로젠 원소는 홑원소물질 또는 화합물로 유용하다. 할로젠화 음이온(Cl-, Br-, I-)은 은 이온(Ag+)을 이용하여 확인할 수 있다. (예: 수돗물 속의 염화 이온의 검출)
할로젠은 이름 끝에 접미사 -ium대신 -ine가 붙는다.(Fluorine, Chlorine, Bromine, Iodine, Astatine, Tennessine)
산화력은 F2 > Cl2 > Br2 > I2이며, 환원력은 F- < Cl- < Br- < I-이다.
| 주기 | 원소 이름 | 원소 기호 (번호) | 원자 질량 | 녹는점 (K) | 끓는점 (K) | 전기음성도 |
| 2    | 플루오린  | F (9)            | 18.998    | 53.53      | 85.03      | 3.98       |
| 3    | 염소      | Cl (17)          | 35.453    | 171.6      | 239.11     | 3.16       |
| 4    | 브로민    | Br (35)          | 79.904    | 265.8      | 332.0      | 2.96       |
| 5    | 아이오딘  | I (53)           | 126.904   | 386.85     | 457.4      | 2.66       |
| 6    | 아스타틴  | At (85)          | (210)     | 575        | 610?       | 2.2        |
| 7    | 테네신    | Ts (117)         | (293)     | ?          | ???        | ?          |

## 같이 보기
- 할로젠 결합
- 할로젠등